# Polnica (przystanek kolejowy)
Polnica – zlikwidowany przystanek osobowy w Polnicy w Polsce, w województwie pomorskim, w powiecie człuchowskim, w gminie wiejskiej Człuchów.